# ریجینالد هوار
سر رجینالد هروی هور (۱۹ ژوئیه ۱۸۸۲–۱۲ اوت ۱۹۵۴) دیپلمات و بانکدار بریتانیایی و سفیر این کشور در ایران بود.
هور در ۱۹ ژوئیه ۱۸۸۲ در Minley Manor در همپشایر به دنیا آمد. او از طریق خانواده پدری از نوادگان پادشاه هنری هفتم محسوب می‌شد. وی در کالج ایتون تحصیلات خود را به پایان برد.
او در سال ۱۹۰۵ وارد وزارت خارجه شد و به عنوان دیپلمات در بخارست، استانبول، رم، قاهره، پکن و   سنت پترزبورگ خدمت کرد. سپس در سال ۱۹۳۱، به عنوان فرستاده فوق‌العاده و وزیر تام‌الاختیار در ایران در تهران منصوب شد و تا سال ۱۹۳۴ در این سمت فعالیت کرد. بعد از آن او در سال ۱۹۳۴، به عنوان فرستاده فوق‌العاده و وزیر تام‌الاختیار در رومانی منصوب شد و در سال ۱۹۳۵ شروع به خدمت کرد و پس از کناره‌گیری پادشاه کارول در سال ۱۹۴۰، هور در سال ۱۹۴۱ از رومانی خارج شد. او در سال ۱۹۴۲ بازنشسته شد.
او در سال ۱۹۴۴ پس از بازنشستگی به عنوان یکی از شرکا در بانک خانوادگی C. Hoare & Co. فعالیت خود را شروع کرد.
هور در ۱۲ اگوست ۱۹۵۴ در سن ۸۰ سالگی در لندن درگذشت.